# Walter Borchers
Walter Borchers (22 de janeiro de 1916 - 6 de março de 1945) foi um oficial alemão que serviu durante a Segunda Guerra Mundial. Foi condecorado com a Cruz de Cavaleiro da Cruz de Ferro.

## Condecorações
- Cruz de Ferro (1939), 1ª e 2ª Classe.
- Cruz Germânica em Ouro (12 de julho de 1943)
- Cruz de Cavaleiro da Cruz de Ferro (27 de julho de 1944)